# Jaroslav Chládek
Jaroslav Chládek (18. června 1920 – ???) byl český a československý politik Komunistické strany Československa a poúnorový poslanec Národního shromáždění ČSR.

## Biografie
Ve volbách roku 1954 byl zvolen do Národního shromáždění za KSČ ve volebním obvodu Kyjov-Hodonín. V parlamentu setrval až do konce funkčního období, tedy do voleb roku 1960.
K roku 1954 se uvádí jako důlní dozorce na dole Žofie v obci Milotice. Tehdy mu bylo 34 let, byl ženatý a měl dvě děti. Pocházel ze staré hornické rodiny. Jeho matka byla členkou JZD. Už coby školák se angažoval v komunistické tělovýchově (FDTJ). Do KSČ ovšem vstoupil až roku 1951. Po absolvování školy nastoupil jako horník na dole Tomáš v Ratiškovicích.